# Viareggio Beach Soccer 2025
Questa voce raccoglie le informazioni riguardanti del Viareggio Beach Soccer nelle competizioni ufficiali della stagione 2025.

## Stagione
Dopo  aver superato la Sambenedettese nei quarti, il Viareggio perde la semifinale con il Catania. E anche la finalina per il terzo posto non va meglio. Il Napoli batte i bianconeri. Unica nota positiva della stagione, la vittoria della Coppa Italia U-20 per la seconda volta.

## Maglie e sponsor
Lo sponsor principale per la stagione 2025 è Farmaè.
Lo sponsor tecnico per la stagione 2025 è Gevo.
| 1ª divisa | 2ª divisa |

## Organigramma societario
- Presidente: Massimo Moretti
- Vicepresidente: Stefano Sani
- Direttore generale: Stefano Cinquini
- Direttore tecnico: Stefano Santini
- Segretaria:
- Addetto stampa: Gabriele Noli

## Organico

### Giocatori SENIOR
| N° | Naz.                  | Ruolo    | Sportivo            |  |  |  |
| -- | --------------------- | -------- | ------------------- |  |  |  |
| 1  | Italia (bandiera)     | Portiere | Andrea Carpita      |  |  |  |
| 2  | Italia (bandiera)     | Esterno  | Lorenzo Rombi       |  |  |  |
| 8  | Brasile (bandiera)    | Esterno  | Bruno Xavier        |  |  |  |
| 5  | Brasile (bandiera)    | Esterno  | Eudin               |  |  |  |
| 25 | Italia (bandiera)     | Esterno  | Gianmarco Genovali  |  |  |  |
| 10 | Portogallo (bandiera) | Esterno  | Jordan              |  |  |  |
| 10 | Portogallo (bandiera) | Esterno  | Bernardo Lopes      |  |  |  |
| 9  | Brasile (bandiera)    | Esterno  | Camillo Augusto     |  |  |  |
| 11 | Italia (bandiera)     | Esterno  | Alessandro Remedi   |  |  |  |
| 12 | Italia (bandiera)     | Portiere | Matteo Moretti      |  |  |  |
| 22 | Brasile (bandiera)    | Portiere | Gean Pietro Negrini |  |  |  |
| 14 | Italia (bandiera)     | Esterno  | Matteo Santini      |  |  |  |
| 17 | Italia (bandiera)     | Esterno  | Samuele Sassari     |  |  |  |
| 21 | Italia (bandiera)     | Esterno  | Tommaso Belluomini  |  |  |  |

### Staff tecnico
- 1º Allenatore:  Francesco Corosiniti
- 2º Allenatore: n.a.
- Fisioterapista:  Eugenio Muzzi

### Giocatori UNDER-20
| N° | Naz.              | Ruolo    | Sportivo           |  |  |  |
| -- | ----------------- | -------- | ------------------ |  |  |  |
| 1  | Italia (bandiera) | Portiere | Tommaso Sargentini |  |  |  |
| 4  | Italia (bandiera) | Esterno  | L. Colombi         |  |  |  |
| 6  | Italia (bandiera) | Esterno  | P. Tofanelli       |  |  |  |
| 5  | Italia (bandiera) | Esterno  | G.Santucci         |  |  |  |
| 7  | Italia (bandiera) | Esterno  | Gian Marco Tomei   |  |  |  |
| 9  | Italia (bandiera) | Esterno  | Samuele Lombardi   |  |  |  |
| 10 | Italia (bandiera) | Esterno  | Tommaso Belluomini |  |  |  |
| 12 | Italia (bandiera) | Portiere | Matteo Moretti     |  |  |  |
| 14 | Italia (bandiera) | Esterno  | Matteo Santini     |  |  |  |
| 20 | Italia (bandiera) | Esterno  | E. Masala          |  |  |  |
| 21 | Italia (bandiera) | Esterno  | Cristian Minichino |  |  |  |
| 28 | Italia (bandiera) | Esterno  | Luigi Fantinato    |  |  |  |

### Staff tecnico
- 1º Allenatore:  Marco Pacini
- 2º Allenatore:  Lelio Biancalana